# Bobby Joe Hatton
Roberto José Hatton Negrón, detto Bobby Joe (Ponce, 11 ottobre 1976), è un ex cestista portoricano.
È il figlio di Joe Hatton.

## Carriera
Con Porto Rico ha disputato i Giochi olimpici di Atene 2004, i Campionati mondiali del 2006 e due edizioni dei Campionati americani (2003, 2005).